# Dolichoderus sulcaticeps
Dolichoderus sulcaticeps är en myrart som först beskrevs av Mayr 1870.  Dolichoderus sulcaticeps ingår i släktet Dolichoderus och familjen myror.

## Underarter
Arten delas in i följande underarter:
- D. s. nigriventris
- D. s. sulcaticeps